# Prism (鏡音リン・レンfeat. 下田麻美のアルバム)
『Prism』（プリズム）は、2009年6月10日に発売された、下田麻美のカバーアルバムおよび収録楽曲。下田の声を元にした音声合成ソフト「鏡音リン・レン」を用いて作られた人気楽曲を、下田本人がカバーして歌っている。アニメ・ゲーム音楽レーベル「Peertone」の第一弾企画でユニバーサルミュージックより発売された。下田麻美の初のソロ名義でのアルバムでもある。

## 解説
本アルバムは、鏡音リン・レン発売元のクリプトン・フューチャー・メディアの運営する投稿サイトピアプロにて、鏡音リン・レン発売一周年を記念して2008年12月27日から2009年2月2日に行われた、鏡音リン・レンの曲を下田麻美がカバーするという公募企画が発端となっている。この公募企画は約一ヶ月の応募期間の間に278曲もの応募があるなど反響が大きく、また、当時インターネット上で発表される鏡音リン・レンの楽曲にも人気曲が増えてきていたことから、公募曲とそれら人気楽曲のカバーを収録したアルバムが作成されることとなった。
本アルバムには、公募曲の中から下田麻美自身が選んださむそんPの「イタズラムスメ」と、ネット上で人気の鏡音リン・レンを用いた楽曲のカバー11曲、それに本アルバムのために書き下ろされた「Prism」の計13曲が収録されている。「Prism」については鏡音リン・レンマスターとして知られるシグナルPが作曲・編曲を、下田麻美が作詞を行っている。

## 収録曲
1. ココロ
  - 作詞・作曲・編曲: トラボルタ
2. Daybreak
  - 作詞・作曲・編曲: SAM
3. ライバル
  - 作詞: Miharu、作曲・編曲: Dios・シグナルP
4. 頑張ろうよ
  - 作詞・作曲・編曲: トラボルタ
5. おてんば姫の歌♪
  - 作詞・作曲・編曲: トラボルタ
6. リンリンシグナル
  - 作詞・作曲・編曲: Dios・シグナルP
7. イタズラムスメ
  - 作詞・作曲・編曲: さむそんP
8. soundless voice
  - 作詞・作曲・編曲: ひとしずくP
9. ぜんまい仕掛けの子守唄
  - 作詞・作曲・編曲: mothy（悪ノP）
10. South North Story
  - 作詞・作曲: mothy（悪ノP）、編曲: ゆにめもP
11. 炉心融解
  - 作詞: KUMA、作曲・編曲: iroha（sasaki）
12. ジェミニ
  - 作詞・作曲・編曲: DixieFlatline
13. Prism
  - 作詞: 下田麻美、作曲・編曲: Dios・シグナルP

## 演奏
- トラボルタ：All Instruments (#1.4.5)
- SAM：All Instruments (#2)
- シグナルP：All Instruments (#3.6.13)
- 秋山健介：Guitar (#6.13)
- さむそんP：All Instruments (#7)
- ひとしずくP：All Instruments (#8)
- mothy（悪ノP）：All Instruments (#9)
- 鴇沢直：Additional Synthesizer Programming (#9)
- ゆにめもP：Guitar & All Instruments (#10)
- iroha (sasaki)：All Instruments (#11)
- Dixie Flarline：All Instruments (#12)
- ティッシュ姫：Bass (#13)
- Vienna Symphonic Library (#13)